# Cai Jinbiao
Cai Jinbiao (蔡锦标S, Cài JǐnbiāoP; Xingning, 16 giugno 1954) è un ex calciatore cinese, di ruolo difensore.

## Carriera

### Club
Ha giocato nella prima divisione cinese, che ha anche vinto nel 1979 e nel 1983.

### Nazionale
Ha rappresentato la nazionale cinese alla Coppa d'Asia nel 1976 e nel 1980.

## Palmarès

### Club

#### Competizioni nazionali
- Campionato cinese: 2

Guangdong: 1979, 1983